# Serpentingebiete bei Kraubath an der Mur
Serpentingebiete bei Kraubath an der Mur este o arie protejată (sit de importanță comunitară — SCI) din Austria întinsă pe o suprafață de 36,64 ha, integral pe uscat.

## Localizare
Centrul sitului Serpentingebiete bei Kraubath an der Mur este situat la coordonatele 47°17′35″N 14°58′19″E / 47.2931°N 14.9719°E.

## Înființare
Situl Serpentingebiete bei Kraubath an der Mur a fost declarat sit de importanță comunitară în decembrie 2018 pentru a proteja 1 specie de plante.

## Biodiversitate
Situată în ecoregiunea alpină, aria protejată conține 1 habitat natural: Pajiști calaminariene cu Violetalia calaminariae.
La baza desemnării sitului se află o specie protejată de  plante: Asplenium adulterinum.